# Ганс-Горст фон Некер
Ганс-Горст фон Некер (нім. Hanns-Horst von Necker; 28 серпня 1903, Рудольштадт — 27 лютого 1979, Бад-Мюнстерайфель) — німецький воєначальник, генерал-майор люфтваффе (1 січня 1945). Кавалер Лицарського хреста Залізного хреста.

## Біографія
1 квітня 1923 року вступив в 16-й кінний полк. Закінчив Військову академію (1936). З 1 січня 1937 року — начальник оперативного відділу штабу 3-ї танкової дивізії, з 1 квітня 1938 року — начальник постачань 4-ї легкої дивізії, з 15 грудня 1939 року — начальник оперативного відділу штабу 9-ї танкової дивізії. Учасник Польської і Французької кампаній, а також Німецько-радянської війни. 13 грудня 1942 року важко поранений. Після одужання 1 березня 1943 року зарахований до групи відновленої дивізії «Герман Герінг» (в Мон-де-Марсан). З 1 травня 1943 року — начальник оперативного відділу штабу 16-ї армії на Східному фронті. 5 грудня 1943 року переведений в резерв, а 7 березня 1944 року зарахований в люфтваффе і призначений командиром 2-го парашутного моторизованого полку «Герман Герінг». З 4 жовтня 1944 року — командир 1-ї танкової парашутної дивізії «Герман Герінг». 5 лютого 1945 року переведений в резерв, а 14 квітня під його командуванням була сформована бойова група, яка обороняла Свінемюнде і острів Узедом. 8 травня 1945 року здався союзникам. 7 червня 1947 року звільнений.

## Нагороди
- Медаль «За вислугу років у Вермахті» 4-го і 3-го класу (12 років)
- Залізний хрест 2-го і 1-го класу
- Нагрудний знак люфтваффе «За наземний бій»
- Німецький хрест в золоті (24 листопада 1942)
- Нагрудний знак «За поранення» в чорному
- Лицарський хрест Залізного хреста (24 червня 1944)